# 瓦威爾-阿韋公園 (印地安納州)
瓦威爾-阿韋公園（英語：Wa-Will-Away Park）是位於美國印地安納州科西阿斯科縣的一個非建制地區。該地的面積和人口皆未知。